# Gilles Saussier
 (décembre 2021).
 (mars 2016).
Si vous disposez d'ouvrages ou d'articles de référence ou si vous connaissez des sites web de qualité traitant du thème abordé ici, merci de compléter l'article en donnant les références utiles à sa vérifiabilité et en les liant à la section « Notes et références ».
Gilles Saussier est photographe et enseignant à l'École nationale supérieure de la photographie (ENSP Arles). Il anime l'atelier photographique de l'École des hautes études en sciences sociales (EHESS Paris).

## Biographie
Gilles Saussier naît en 1965 à Suresnes,.
Il est diplômé de Paris Nanterre Université (sciences économiques & information-communication) et de Paris Sorbonne Université (arts plastiques).
De 1989 à 19947, il est reporter à l'agence Gamma Presse Images pour laquelle il couvre notamment l'effondrement du bloc soviétique en 1989, la première guerre du Golfe en 1991, le cyclone Gorki au Bangladesh en 1991.

### Œuvres et parcours artistique

#### Bangladesh etStudio Shakhari Bazar
Il conçoit en 1997 un dispositif d'installation photographique sous chapiteau dans la vieille ville de Dhaka au Bangladesh[réf. nécessaire], dans lequel il expose et rend aux habitants de Shakhari bazar, le principal quartier de la minorité hindoue, 74 portraits, reliquat d'un essai photographique initialement destiné à la presse magazine internationale[réf. nécessaire]. Par cette forme de potlatch, il dilapide les restes de son activité de photojournaliste[réf. nécessaire].
De retour au Bangladesh en 2001 et 2006-2007, il rend visite aux habitants propriétaires de ses images et documente leur dissémination dans l'espace de la rue et les intérieurs des maisons. Studio Shakhari Bazar, conçu en collaboration avec David Barriet et le graphiste Jérôme Saint-Loubert Bié, se situe à la croisée de la tradition photographique documentaire, de l’art conceptuel et de l’anthropologie visuelle[réf. nécessaire]. Lourd et visible avec mon appareil moyen-format, je parviens à réaliser ces images intimes que m’interdisait la norme du reportage. Je renoue avec l’activité de portraitiste de quartier, importé par le colonisateur, popularisé par l’indigène et tombé depuis en désuétude[réf. nécessaire].

#### Retour au pays
Pour Gilles Saussier, la photographie est un acte qui sans cesse modifie la relation entre le photographe, le sujet photographié et le spectateur. Dans Retour au pays, publié dans Paysages territoires - L'Ile-de-France comme métaphore (Parenthèses 2003) et exposé par Okwui Enwezor à la documenta 11 (2002), il propose une médiation poétique sur la cohabitation des usages et les imaginaires du paysage en vallée de l'Epte à la frontière de l'Île-de-France et de la Normandie[réf. nécessaire].

#### Projets de renouvellement urbain et itinéraires
Entre 2003 et 2008, il intervient dans le cadre de deux grands projets de renouvellement urbain dans le quartier d'habitat populaire de Malakoff (GPV) à Nantes et à Cherbourg-Octeville (AURU) et réalise de nombreux itinéraires en collaboration avec le sociologue Jean-Yves Petiteau, à Nantes dans le quartier et le marais de Malakoff (Lui et ses miroirs, 2004) puis à Saint-Nazaire sur les traces d'un sans domicile fixe mort à la rue (Logé chez l'habitant 2007-2008). Jean-Yves Petiteau revient en 2008 sur cette rencontre et sur cette collaboration déterminante dans l'évolution de sa méthode des itinéraires,.

#### Tableau de chasse
En 2010, il publie, en collaboration avec le graphiste et typographe David Poullard, Le Tableau de chasse, dont les premières séries sont exposées au Kunstmuseum de Bâle par Hartwig Fischer dans le cadre de l'exposition Covering the real, Art and the Press Picture from Warhol to Tillmans (2005). Archéologie médiatique et photographique de la révolution roumaine de 1989, Le Tableau de chasse est une aussi une vigoureuse critique, iconique et verbale, du reportage et de la photographie d'auteur qui prétend déposer ses marques et ses effets de signature sur le réel. C'est en publiant le récit du Tableau de chasse, vingt ans après les événements, que Gilles Saussier parvient à se réconcilier avec ses photographies de la révolution roumaine. Présenté dans de nombreuses expositions traitant des rapports entre art et médias (Antifotoperiodismo La Virreina Centro de la Imagen Barcelone 2010, False Fakes - Centre de la Photographie Genève 2013, The image of war Bonniers konsthall Stockholm 2017), Le Tableau de chasse a fait l'objet de commentaires et d'études par des chercheurs et des universitaires (Michel Poivert, Emmanuelle Cherel, Guitemie Maldonado, Christian Gattinoni, Hilde Van Gelder, Danièle Méaux). En 2020, le philosophe et théoricien des œuvres factuelles Frédéric Pouillaude écrit : La mise en page du livre extrêmement complexe et soignée, ainsi que la concision toute poétique et symbolique des formules verbales font de cet ouvrage un petit théâtre d'idées, où se réfléchit en une sorte de performance arrêtée toute la cynégétique prédatrice de l'acte photographique.

#### Spolia
En 2018, Gilles Saussier publie Spolia (Le Point du jour éditeur, Paris-Cherbourg), conçu avec David Benassayag et le graphiste David Poullard, une enquête de territoire sur la fabrication de La Colonne sans fin du sculpteur Constantin Brâncuși (1876-1957), érigée à Târgu Jiu, Roumanie, et fabriquée entre 1937 et 1938 dans les Carpates méridionales. Suivant le cours du Jiû, Gilles Saussier explore les conditions de transport et de fabrication du monument et révèle l'arrière-pays minier dont il est issu. Faisant l'objet de comptes rendus de Michel Poivert dans Art Press (2019), L'ombre projetée de l'histoire, et d'Anne Bertrand  dans Transbordeur: photographie histoire société (2020), Spolia est aussi présenté lors du colloque international Nouvelles théories de la photographie. Approches analytiques et continentales (Paris Sorbonne Université, 2018), au Centre Pompidou bibliothèque Kandinsky (2019) et à l'invitation de Véronique Yersin et des éditions Macula à Art Genève  (2019).

## Distinctions
- 1990 : Photo Contest, Spot News, 3rd prize - World Press Photo[22]
- 1990 : Prix du jeune reporter, festival du journalisme d'Angers[réf. nécessaire]
- 1994 : Photo Contest, Science & Technology, 3rd prize - World Press Photo[23]
- 1998 : Documentary photography au Mother Jones International Fund[réf. nécessaire]

## Expositions (sélection)
- La photographie document en actions, Galerie Art & Essai, Université Rennes 2, France 2023
- 180 km avant la mer, La Terrasse, Nanterre, France 2019
- Spolia, Spolia, Galerie ESBAN Nîmes, France, 2018
- The Image of War, Bonnierskonstkall Stockholm, Suède, 2017
- Fourrure, vitrine, photographie, CPIF Pontault-Combault, France 2016
- Site Specific, FRAC Rouen Normandie, France, 2015
- False Fakes - Centre de la Photographie Genève, Suisse 2013
- Antifotoperiodismo La Virreina Centro de la Imagen, Barcelone, Espagne 2010
- Le Tableau de Chasse, Le Point du jour Centre d'art, Cherbourg, France, 2010
- L'archive universelle, la condition  du document et l'utopie photographique moderne, MACBA Barcelone, Espagne 2008
- Covering the real, Art contemporain et photojournalisme, Kunstmuseum Bâle, Suisse 2005
- Envers des villes, endroit des corps, Galerie Zürcher, Paris, France, 2005
- Documenta 11, Kassel, Allemagne, 2002
- Des Territoires, école Nationale Supérieure des beaux arts de Paris (ENSBA), France, 2001

## Livres, textes, entretiens (sélection)
- Spolia, Le Point du jour éditeur, 2018
- Le Tableau de Chasse, Le Point du jour éditeur, 2010
- Studio Shakhari Bazar , Le Point du jour éditeur, 2006
- Le Ruban documentaire, éditions 779, 2003